# 헌팅 파티 (1971년 영화)
《헌팅 파티》(The Hunting Party)는 영국에서 제작된 돈 메드포드 감독의 1971년 드라마, 서부, 액션 영화이다. 올리버 리드 등이 주연으로 출연하였다.

## 출연

### 주연
- 올리버 리드
- 진 핵크만

### 조연
- 캔디스 버겐
- 시몬 오클랜드
- 로날드 하워드
- L.Q. 존스
- 미치 라이언
- 윌리엄 왓슨
- G.D. 스프라들린

## 기타
- 미술: 엔리크 알라르콘